# Germa Marquez
Germa Marquez (* 29. September 1966 in Rüsselsheim) ist eine spanische Malerin. Sie wurde vor allem durch ihre Portraitmalerei sowie ihre anatomischen Studien bekannt.

## Leben und Werk
Germa Marquez wurde 1966 in Rüsselsheim, Deutschland geboren und studierte an der Universität Sevilla und schloss dort mit dem Master in „Fine Arts“ ab. Ihre Werke werden als humanistisch bezeichnet, da sich die meisten ihrer Themen dem Menschen in all seinen Aspekten und Nuancen widmen. Neben der Portraitmalerei ist sie auch für ihre homoerotischen Darstellungen bekannt, die zuweilen an Werke von Tom of Finland, Jürgen Wittdorf oder Ward Lamb erinnern.
Ihre Bilder befinden sich primär in privaten Sammlungen im In- und Ausland, hauptsächlich aber in Deutschland und Spanien. Germa Marquez lebt und arbeitet in Frankfurt am Main.

### Malerei (Auswahl)
- Ruddy (Aquarell und Bleistift auf Papier, ca. 21 × 29 cm)[4]
- Oberyn Martell (Aquarell und Bleistift auf Papier, ca. 21 × 29 cm), aus der Serie Game of Thrones, dargestellt durch den Schauspieler Pedro Pascal.[5]

## Ausstellungen (unvollständig)
Ausstellungsbeteiligungen der letzten Jahre:
- 2014: „Höchster Kunstmarkt“ am Mainufer in Frankfurt-Höchst.[6]
- 2020: „Gemischte Gefühle“ im Kunstverein Familie Montez.[7]